# Plinkajmy Małe
Plinkajmy Małe (deutsch Adlig Plienkeim) ist ein nicht mehr existierendes Dorf in der polnischen Woiwodschaft Ermland-Masuren. Die Ortsstelle gehört zum Gebiet der Gmina Barciany (Landgemeinde Barten) im Powiat Kętrzyński (Kreis Rastenburg).
Die Ortsstelle von Plinkajmy Małe liegt in der nördlichen Mitte der Woiwodschaft Ermland-Masuren, zwölf Kilometer nordwestlich der Kreisstadt Kętrzyn (deutsch Rastenburg).
Adlig Plienkeim (den Namenszusatz „Adlig“ trägt es erst nach 1834) war ein großes Vorwerk und gehörte bis 1928 zur Gemeinde Wehlack (polnisch Skierki). Im Jahr 1820 waren hier 68 Einwohner gemeldet, 1885 waren es 76 und 1905 noch 69.
Am 30. September 1928 wurde das Vorwerk Adlig Plienkeim zusammen mit dem Gut Weypoth (polnisch Wypęk) in der Gemeinde Wehlack und der Gutsbezirk  Köllmisch Plienkeim (Plinkajmy) in die Landgemeinde Taberwiese im Amtsbezirk Domäne Barten eingegliedert, 1929 dann dem Amtsbezirk Taberwiese zugeordnet.
Als 1945 in Kriegsfolge die Ortsstelle Adlig Plienkeim zusammen mit dem gesamten südlichen Ostpreußen an Polen fiel und die polnische Namensform „Plinkajmy Małe“ erhielt, war das Dorf eigentlich schon gar nicht mehr existent. Die Stelle ist heute der Gmina Barciany (Landgemeinde Barten) im Powiat Kętrzyński (Kreis Rastenburg) zugeordnet.
Kirchlich gehörte Adlig Plienkeim bis 1945 zur evangelischen Kirche Barten in der Kirchenprovinz Ostpreußen der Kirche der Altpreußischen Union sowie zur katholischen Kirche Rastenburg im Bistum Ermland.
Zur Ortsstelle Plinkajmy Małe führt heute nur noch ein Landweg von Plinkajmy (Köllmisch Plienkeim) aus.